# ムービーオン
株式会社ムービーオン（MOVIE ON）は、山形県山形市に本社を置き、シネマコンプレックスMOVIE ON やまがたを経営する映画興行会社。

## 歴史
山形市七日町にあった老舗映画館「山形シネマ旭」「山形ミューズ」を経営していた興行会社「宮崎合名社」が映画事業から撤退したことを受け、受け皿として地元の有志が出資し合う形で設立。シネマ旭とミューズの運営・経営を引き継いだ。取締役には映画監督の行定勲も名を連ねている。
2007年12月23日、「山形シネマ旭」が閉館。これに代わる後継映画館として2008年4月26日、山形市河原田（現・嶋北）にある「嶋グランガーデン」内にシネマコンプレックス「MOVIE ON やまがた」（ムービーオンやまがた）がオープンした。

## 沿革
- 2004年（平成16年）10月8日 - 設立。
- 2007年（平成19年）
  - 10月13日 - 山形市河原田（現・山形市嶋北）にてシネマコンプレックス起工式を行う。
  - 12月23日 - 「山形シネマ旭1・2」を閉館。
- 2008年（平成20年）
  - 4月26日 - シネマコンプレックス「MOVIE ON やまがた」をオープン。
  - 9月30日 - 「山形ミューズ1・2」を閉館。
- 2009年（平成21年）9月5日 - 宮崎合名社時代から経営に携わった飯野昇悦専務取締役が逝去（享年65）[2]。

## MOVIE ON やまがた

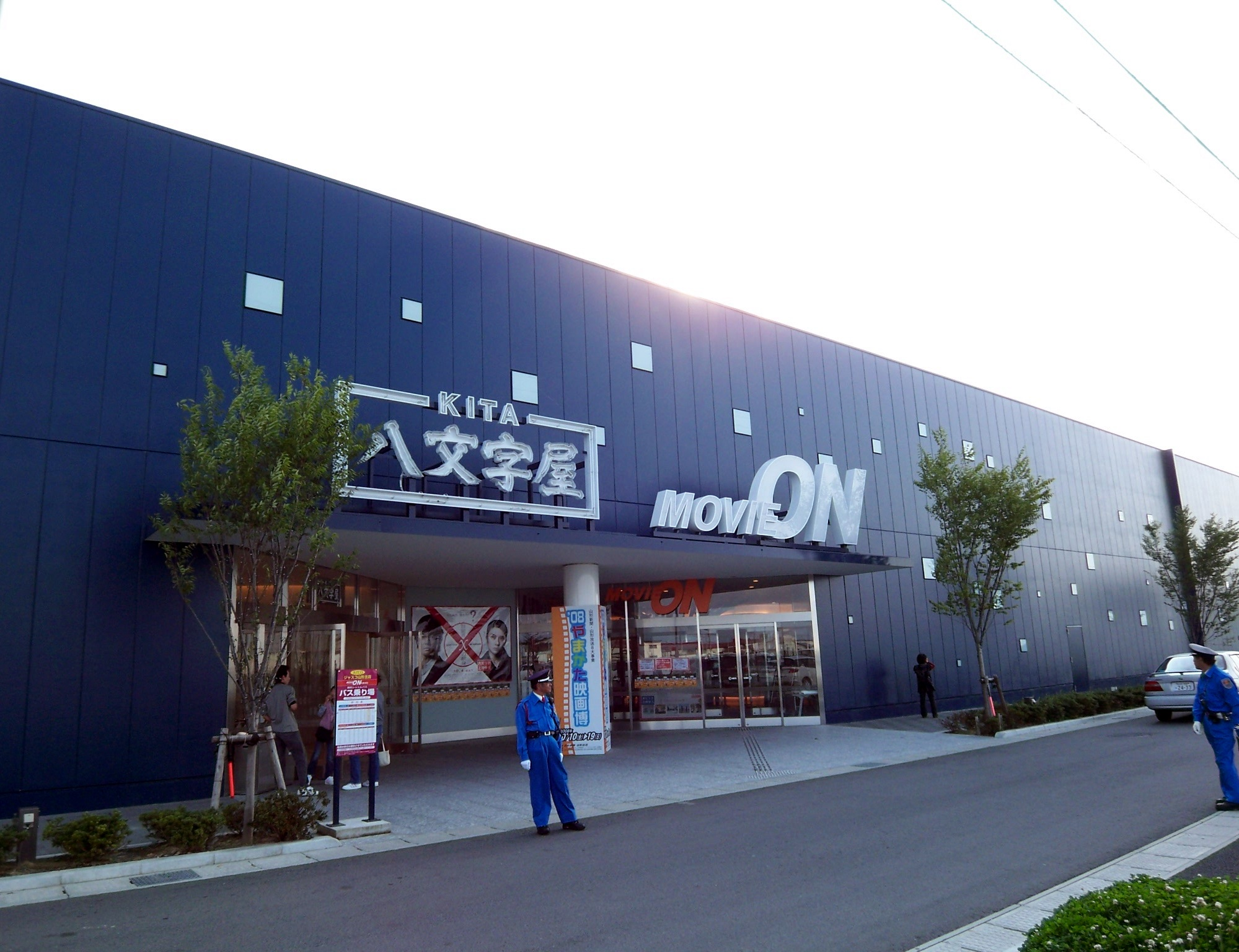
MOVIE ON やまがた。八文字屋北店が併設されている

MOVIE ON やまがたは、山形市嶋北1-2-2の「嶋グランガーデン」内にあるシネマコンプレックス。10スクリーンで総座席数は1,418席。JR羽前千歳駅から車で6分。
市内にはMOVIE ON やまがたの他に中堅興行会社「フォーラムシネマネットワーク」が運営する2つのシネマコンプレックス『フォーラム山形』『ソラリス』があり、競合関係にある。
因みに、フォーラムもムービーオン同様、閉鎖した映画館の受け皿として市民の出資により開館したという点で共通する。
| シアター | 座席数 （車椅子席含む） | 備考                                          |
| -------- | ----------------------- | --------------------------------------------- |
| 1        | 331                     | プレミアムシート10席 ファミリーブース10席含む |
| 2        | 112                     | MX4Dシアター                                  |
| 3        | 208                     | プレミアムシート6席含む                       |
| 4        | 138                     |                                               |
| 5        | 138                     |                                               |
| 6        | 84                      | スライドバックシート10席含む                  |
| 7        | 84                      | スライドバックシート10席含む                  |
| 8        | 62                      | スライドバックシート8席含む                   |
| 9        | 62                      | スライドバックシート8席含む                   |
| 10       | 93                      |                                               |